# رئوس
رئوس (به اسپانیایی: Reus) شهری در بخش خودمختار کاتالونیای اسپانیا است. این شهر مرکز ناحیه بایش کمپ در استان تاراگنا است.

## تاریخ
آنتونیو گائودی معمار معروف در این شهر به دنیا امده‌است.